# Косяченко, Григорий Петрович
Григо́рий Петро́вич Косяче́нко (6 января 1901 (24 декабря 1900), Петропавловка, Донецкий округ, область Войска Донского — 8 июля 1983, Москва) — советский государственный деятель, председатель Госплана СССР (1953).

## Биография
- Член РСДРП(б) с мая 1917
- 1913—1914 — ученик ремесленного училища
- 1914—1915 — рассыльный магазина в Луганске
- 1915—1917 — рабочий Луганского паровозостроительного завода Гартмана: ученик-шишечник, фрезеровщик, токарь по металлу
- 1917—1919 — боец красногвардейского отряда А. Я. Пархоменко, затем, во время немецкой оккупации, участник партизанского отряда им. Ворошилова и луганского партийного подполья
- 1919—1922 — политработник РККА: секретарь партячейки отдела снабжения, политический комиссар отдела снабжения, уполномоченный начальника снабжения, военный комиссар складов отдела снабжения, заведующий хлебопекарней отдела снабжения 42-й стрелковой дивизии Южного фронта.
- 1922—1922 — курсант военно-политических курсов в Новочеркасске
- 1922—1926 — слушатель Военно-политической академии им. Н. Г. Толмачева (Ленинград)
- 1926—1929 — преподаватель Ленинградских военно-политических курсов им. В. И. Ленина
- 1929—1932 — слушатель экономического ИКП
- 1931—1931 — преподаватель Военно-политической школы им. В. И. Ленина
- 1931—1937 — преподаватель, начальник кафедры политэкономии в Военной академии им. М. В. Фрунзе
- 1937—1940 — начальник кафедры политэкономии Военно-политической академии им. В. И. Ленина
- 1940—1940 — член редколлегии газеты «Правда»
- 1940—1949 — заместитель Председателя Госплана СССР
- 1944—1949 — редактор журнала «Плановое хозяйство»
- 1949—1949 — постоянный представитель СССР в СЭВ
- 1949—1953 — первый заместитель Председателя Госплана СССР
- 1953—1953 — Председатель Госплана СССР (март — июнь)
- 1953—1957 — первый заместитель Председателя Госплана СССР
- 1957—1960 — заместитель Министра финансов СССР
- 1960—1970 — директор Научно-исследовательского финансового института Министерства финансов СССР
- С 1970 персональный пенсионер союзного значения

Кандидат экономических наук, профессор. Член ЦРК КПСС в 1952—1961.

## Награды
- два ордена Ленина (29.05.1944; …)
- орден Октябрьской Революции
- орден Красного Знамени
- орден Трудового Красного Знамени (16.01.1981)
- два ордена Красной Звезды (…; 28.10.1967)
- орден «Знак Почета»